# Vittorio Suster
Vittorio Suster (Trento, 28 agosto 1899 – Cielo del Mediterraneo, 10 gennaio 1941) è stato un militare e aviatore italiano, volontario nella prima guerra mondiale, legionario nell'impresa di Fiume, pilota di linea nella LATI, capitano pilota del Comando Servizi Aerei Speciali della Regia Aeronautica e Medaglia d'oro al valore aeronautico alla memoria. Nel 1931 pilotando un Caproni Ca.100 fu protagonista di una sfida auto-aereo, contro una Alfa Romeo 8C 2300 guidata da Tazio Nuvolari. Vinse Suster tagliando di misura il traguardo.

## Biografia

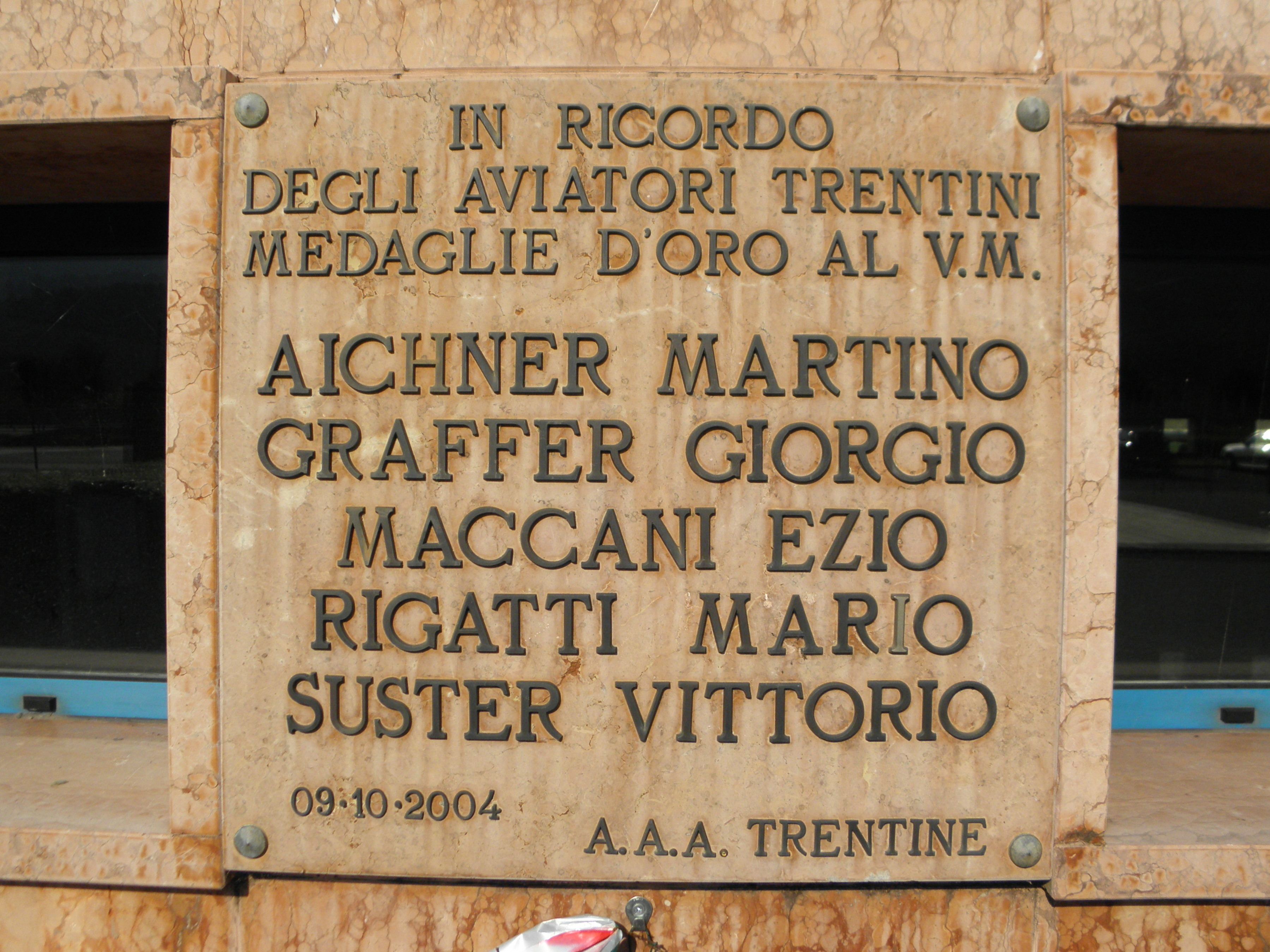
Trento, aeroporto di Trento-Mattarello "Gianni Caproni": la lapide posta dalle AAA trentine a memoria delle MOVM Martino Aichner, Giorgio Graffer, Ezio Maccani e Vittorio Suster.

Nacque a Trento il 28 agosto 1899. Durante la prima guerra mondiale si arruolò come volontario nel Regio Esercito. Subito dopo la fine della guerra partecipò, sempre come volontario all'impresa di Fiume, servendo come ufficiale nella compagnia Mario Angheben.
Negli anni venti del XX secolo divenne pilota di linea, e nel 1926 è tra i comandanti della Società Anonima Transadriatica, che a partire dal 18 agosto effettuarono i primi collegamenti tra Venezia-Lido e le città di Vienna, Budapest, Monaco di Baviera e Berlino, a bordo di monomotori Junkers F 13.
Successivamente inizia a legare il suo nome ad alcuni dei tanti eventi aviatori minori che si susseguono in quegli anni, come il Giro aereo d'Italia. 
Più nota è la sua vittoria contro Tazio Nuvolari nella doppia sfida incrociata tra aereo auto e moto che si tenne all'autodromo del Littorio, pista ricavata all'interno dell'aeroporto omonimo (oggi Roma-Urbe), l'8 dicembre 1931.
La prima gara fu quella tra Furio Niclot Doglio, su un monoplano Fiat A.S.1 e Piero Taruffi su una moto Norton 500, vinta da quest'ultimo. La seconda vide lui ai comandi di un Caproni Ca.100 Limousine contro Tazio Nuvolari su una Alfa Romeo 8C 2300.. A vincere fu lui, che tagliò di misura il traguardo, con una media di 164,237 km/h su un percorso di 16 998, per cinque giri del tracciato. L'aereo, immatricolato I-AAYG, presentava una livrea rosso corsa. Sebbene la prima a riscuotere largo seguito, non era la prima sfida di velocità tra aereo ed auto.
Nel 1932 partecipò al Challenge International des Avions de Tourism, classificandosi 6º nella gara di decollo corto a bordo di un Breda Ba.33.
Nel 1934 è secondo pilota, accanto a Francis Lombardi in un volo speciale dell'Ala Littoria per verificare la possibilità di creare un collegamento con la Somalia, approfittando della visita di Sua Maestà il Re Vittorio Emanuele III a Mogadiscio.
L'aereo, un Savoia-Marchetti S.71, decollò alle 6.30 del 10 novembre dall'aeroporto del Littorio, con un carico di 88 kg di valori postali speciali stampati per l'occasione. Dopo due tappe, una a Tobruk ed una Massaua, il velivolo atterrò a Mogadiscio l'11 dicembre. Nell'atterraggio l'aereo cappottò, ma solo Lombardi rimase ferito ad un braccio.
Passò poi a lavorare presso le neocostituite Linee Aeree Transcontinentali Italiane organizzata da Attilio Biseo. Allo scoppio della seconda guerra mondiale, come il resto del personale e dei velivoli delle diverse linee aeree italiane, venne inquadrato nel Comando Servizi Aerei Speciali della Regia Aeronautica. Il 29 giugno decollò da Roma a bordo del velivolo Savoia-Marchetti S.79 Sparviero I-ALAN raggiungendo l'Asmara, in Africa Orientale Italiana, con a bordo 792 kg di posta civile e 118 di quella militare, e rientrando in Italia il 4 luglio.
Con il grado di capitano pilota alla fine del 1940 venne coinvolto nelle operazioni di evacuazione dei civili dai territori della Cirenaica invasi dagli inglesi. durante una di queste missioni il Savoia-Marchetti S.M.83 I-AREM, pilotato da Suster, con a bordo il tenente pilota Daniele Baldini, lo stenografo-marconista Francesco Verdosci, il 1º aviere Sergio Andenna ed un gruppo di 12 civili scomparve sul Mediterraneo, ad un'ora dal decollo da Bengasi il 10 gennaio 1941. L'Ambasciata italiana a Lisbona (Portogallo) riuscì ad appurare tramite l'Ambasciata brasiliana a Londra, che l'aereo era precipitato 25 miglia nautiche a ovest dell'isola di Lampedusa, e che alcune navi inglesi incrocianti nella zona avevano recuperato il carico postale, senza trovare nessun superstite.
A Suster fu concessa postuma la Medaglia d'oro al valore aeronautico, e la Sezione dell'Associazione Arma Aeronautica di Trento costituita nel 1953 porta il suo nome.

### Annotazioni
1. ↑  Versione con cabina anteriore chiusa del famoso Caproncino.
2. ↑  Il resto dell'equipaggio era formato da uno dei progettisti dell'aereo, ingegnere Enrico Venturini, dal radiotelegrafista Pietro Venturini e dal motorista Luigi Giacomelli.
3. ↑  In totale il velivolo aveva percorso 5.970 km in 28 ore e mezza di volo effettivo.
4. ↑  L'aereo era partito da Sirte il 9 gennaio, raggiungendo Bengasi da dove era decollato alle 7:15 del 10 gennaio.

### Fonti
1. 1 2 3  Trotta 1978, p. 121.
2. 1 2  Civoli 2000, p. 35.
3. ↑   Compagnia Mario Angheben, su digilander.libero.it. URL consultato il 02-11-2008.
4. ↑   Sfide F1 - Aerei, su digilander.libero.it. URL consultato il 06-11-2008.
5. ↑   Notizie nostre - Francesco Farina, Auto contro aereo - la grande sfida comincia qui, su notizienostre.com. URL consultato il 6 novembre 2008 (archiviato dall'url originale il 2 aprile 2007).
6. 1 2   Costantino Gironi, Il volo postale tra l'Italia e la Somalia, su ilpostalista.it. URL consultato il 06-11-2008.
7. 1 2  Brotzu, Caso, Cosolo 1975, p. 63.
8. 1 2 3  Brotzu, Caso, Cosolo 1975, p. 67.
9. 1 2 3 4  Brotzu, Caso, Cosolo1975, p. 68.
10. ↑  Bollettino Ufficiale 1943, dispensa 29ª, pag.1803.
11. ↑  Gazzetta Ufficiale del Regno d'Italia, n.129 del 2 giugno 1937.